# گمینا ستاویگودا
گمینا ستاویگودا (به لهستانی:  Gmina Stawiguda) یک گمینا در لهستان است که در شهرستان اولشتین واقع شده‌است. گمینا ستاویگودا ۲۲۲٫۵۲ کیلومتر مربع مساحت و ۵٬۱۳۴ نفر جمعیت دارد.